# Bombardování Ancony
Bombardování Ancony bylo námořní operací první světové války, kterou Rakousko-Uhersko bezprostředně reagovalo na vstup Itálie do války. Ještě té noci vyplulo Rakousko-uherské námořnictvo k rozsáhlému útoku na přístav Ancona a italské pobřeží. Mezi vedlejší cíle patřily Porto Corsini, Rimini, Senigallia a Potenza. Akce byla velkým propagandistickým úspěchem Rakousko-Uherska.

## Situace po počátku války
Itálie, člen Trojspolku, se po vypuknutí první světové války se nezapojila do války na straně Centrálních mocností a zůstala v neutralitě. Jednala pak s oběma stranami o to, která ji v případě zapojení do války nabídne více. Dne 26. dubna 1915 Itálie podepsala smlouvu s Dohodou, ve které se zavázala ke vstupu do války do jednoho měsíce. Na oplátku měla získal část Tyrolska, Istrii s přístavem Terst, Dalmácii i s ostrovy, přístav Valona a část britských a francouzských kolonií. Válku Rakousko-Uhersku Itálie vyhlásila 23. května 1915. Ještě ten večer vyplulo jádro Rakousko-uherského námořnictva k útoku na italské pobřeží. Útoku velel sám admirál Anton Haus na vlajkové lodi Habsburg. Lodě přitom nebyly odhaleny italskou ponorkou Jantina, která před Pulou hlídkovala.

## Rakousko-uherské síly

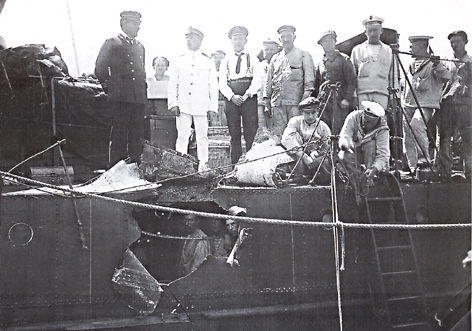
Torpédovka Tb.80T poškozená po nájezdu na Porto Corsini

- Dreadnoughty: Tegetthoff, Viribus Unitis, Prinz Eugen

- Predreadnoughty: Habsburg, Árpád, Babenberg, Erzherzog Karl, Erzherzog Ferdinand Max, Erzherzog Friedrich, Erzherzog Franz Ferdinand, Zrínyi, Radetzky

- Pancéřové křižníky: Sankt Georg

- Lehké křižníky: Admiral Spaun, Novara, Helgoland

- Torpédoborce: Csepel, Csikos, Lika, Orjen, Scharfschütze, Streiter, Tátra, Wilfgang, Ulan, Uskoke a Velebit

- Torpédovky: Tb 78 T, Tb 79 T, Tb 80 T, Tb 81 T

## Útok

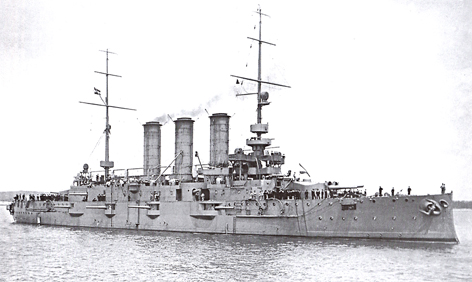
SMS Erzherzog Karl

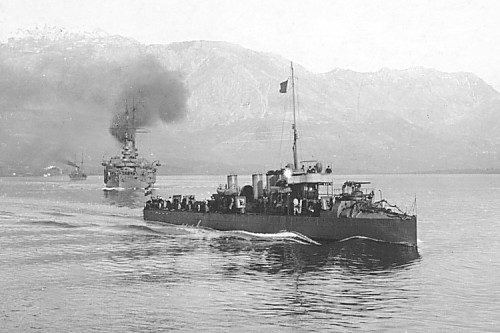
SMS Ulan

K Anconě se první lodě přiblížily po půl čtvrté ráno. Přístav byl jasně osvětlen. Lodě v přístavu nejprve napadly torpédoborce Velebit a Csikos. Ve 4:04 začaly přístav ostřelovat predreadnoughty Habsburg, Árpád, Babenberg, Erzherzog Karl, Erzherzog Ferdinand Max a Erzherzog Friedrich. S půlhodinovým zpožděním začaly přístav ostřelovat dreadnoughty Tegetthoff, Viribus Unitis, Prinz Eugen a predreadnought Erzherzog Franz Ferdinand. Mezi hlavní cíle hodinu trvajícího ostřelování patřily pobřežní baterie, železnice, přístav a loděnice.
Porto Corsini napadl křižník Novara, torpédoborec Scharfschütze (pronikl do přístavu a potopil tu dvě plachetnice) a čtyři torpédovky. Novara, Scharfschütze a torpédovka Tb 80 T byly lehce poškozeny. Železniční most severně od Rimini a další objekty přímo ve městě napadl pancéřový křižník Sankt Georg s doprovodem dvou torpédovek. Predreadnought Zrinyi ostřeloval město Senigallia a jeho sesterská loď Radetzky ostřelovala železnici a mosty v ústí řeky Potenza.
Do ostřelování pobřežních cílů se zapojily i krycí skupiny, které hlídkovaly více na jih, aby zde zachytily případnou reakci italského námořnictva. První skupinu tvořil křižník Admiral Spaun a torpédoborce Wilfgang, Streiter, Ulan a Uskoke. Nejprve hlídkovaly mezi ostrovy Lastovo a Palagruža a později ostřelovaly pozemní cíle.
Křižník Helgoland s torpédoborci Csepel, Tátra, Lika a Orjen hlídkovaly mezi Palagružou a mysem Gargano. Poté ostřelovaly přístavy Vieste, Manfredonia a Barletta. Helgoland při akci narazil na italské torpédoborce Aquilone a Turbine. Prvnímu se podařilo uniknout, ovšem Turbine zkoušel uniknout ve směru, kde pluly rakouské torpdéborce Csepel a Tátra. Italský torpédoborec byl donucen ke kapitulaci a torpédoborec Lika ho pak potopil torpédem. Poté se rakouské lodě dostaly do krátké přestřelky s dvěma italskými křižníky a opustily bojiště.
Rakousko-uherské válečné loďstvo bombarduje italské východní pobřeží.
Z Vídně, 24. května. (K.k.) Úřadně se oznamuje:
Naše loďstvo podniklo v noci z 23. na 24. května, následující po vypovězení války, akci proti italskému východnímu pobřeží mezi Benátkami a Barlettou a střílelo při tom na četných místech s úspěchem na vojensky důležité objekty. Současně vrhla naše námořní létadla na balonový hangar v Chiaravalle, jakož i na vojenská zařízení v Anconě a na arsenál v Benátkách pumy, čímž byla způsobena zřejmá škoda a požáry.              Velitelství loďstva.

 Národní listy. 25. květen 1915, roč. 55, ranní vydání 143, s. 1.

Rakouské loďstvo u východních břehů italských.
Z Vídně, 25. května. (K.k.) Telefonická úřadní zpráva o akci loďstva ráno dne 24. května t.r. zní takto:
Dnes před východem slunce, tedy přesně 12 hodin po vypovězení války Italií, provedlo c. a k. loďstvo současně řadu úspěšných akcí na východním pobřeží italském od Benátek až po Barlettu. V Benátkách shodil námořní aviatik 14 pum, způsobil požár v arsenále, těžce poškodil borce a vrhal pumy na nádraží, olejové nádrže a hangary na Lidu. Do velmi úzkého průplavu v PoloCorsini vnikl borec "Scharfsschütze", až náhle spatřil bezprostředně vedle dobře obsazený střelecký zákop. Z posádky naprosto překvapené byla velká část postřílena, načež však tři zcela skryté pobřežní baterie zahájily palbu z děl asi 12 cm na křižník "Novarra", lěžící před ústím do průplavu a na torpédovku "80". Torpédovka byla zasažena do důstojnické jídelny, při čemž jeden muž byl těžce zraněn a člun dostal trhlinu. "Novarra" poračovala ve střelbě, aby pomohla borci a torpédovce z nepříznivého postavení, ostřelovala po délce střelecký zákop, pobořila kasárny, byla však zasažena četnými ranami. Poručík řadové lodi Persich a 4 muži mrtvi, 4 muži těžce zraněni, několik lehce zraněno, avšak ztráty nepřítele jsou snad 10- 20krát těžší. "Scharfsschütze" vyvázl zcelaa bez pohromy, torpédka "80" s trhlinou odplula do Pulje.
V Rimini ostřeloval obrněný křižník "St. Georg" nádraží a most. V Sinigaglii J. V. loď "Zrinyi" železniční most, vodárnu, přístav, staniční budovu a vlak, přičemž shořela staniční budova, onen vlak a dva sousední domy. V Ankoně ostřelovalo jádro loďstva staré opevnění, dělostřelecký a jízdní tábor, loděnice, elektrickou centrálu, nádraží, plynoměr, petrolejové skladiště, semafor a radiovou stanici; zbloudilými střelami a požáry byla způsobena obrovská škoda.
Dva parníky v přístavu byly potopeny, nově vystavěný parník v loděnicích, který byl skoro úplně hotov pro spuštění, byl demolován. Odpor kladla pouze lehká baterie a několik strojních pušek proti dvěma borcům. V jediné moderní tvrzi Alfredo Savio stála od počátku ostřelování posádka u děl, avšak dva naši letci, objevivší se v pravou chvíli, zahnali ji palbou ze strojních pušek tak důkladně, že se už nevrátila. Tito dva letci a ještě jiní vrhli 30 pum také na balonovou remisu v Chiaravalle směrem do vnitrozemí a na několik vojenských objektů. Vzducholoď "Citta di Ferrara" shodila bez úspěchu několik pum na J. V. loď "Zrinyi" a pokusila se napadnouti odplouvající loďstvo, rychle se však vzdálila, když přiletěli dva letcí, kteří ostatně již vyházeli všechny své pumy. Táž, anebo jiná vzducholoď, byla již půl hodiny před půlnocí spatřena loďstvem na půli cesty Pulje─Ancona v opačném směru; byla nepochybně na cestě do Pulje. Když však prchly provázející ji dvě lodipřed palbou z děl, obrátila se i vzducholoď ihned a zmizela severozápadním směrem, aniž, jak se zdá, sama loďstvo spatřila. Železniční most přes řeku Potenzu byl ostřelován a poškozen J. V. lodí "Radetzky". J. V. loď "Admirál Spaun" se 4 borci ostřelovala železniční most přes řeku Sinarku, železniční stanici, lokomotivy, čerpadla atd. v Campo Marino, demolovala semafor v Tremiti a poškodila semafor v Torre di Mileto. J. V. loď "Helgoland" se třemi borci ostřelovala Viesto a Manfredonii a srazila se u Barletty s dvěma italskými borci, na něž ihned pálila a pronásledovala je. Jeden z nich unikl, druhý, "Turbinia", byl našimi borci "Cspel" a "Tatra" zahnán k Pelagruži, ochromen granátem, vrazivším do stroje a kotle, a zůstal na místě hoře a klesaje. Vzdal se. "Cspel", "Tatra" a "Lika" zachránily 35 mužů posádky, mezi jinými velitele, administračního důstojníka a přednostu strojovny a zajaly je. Záchranné dílo bylo přerušeno dvěma bitevními loděmi typu "Vittorio Emanuele", připluvšími ze severovýchodu až na vzdálenost 9000 metrů a pomocným křižákem. Rozvinula se bitka, v níž dostal jen "Cspel" bezvýznamnou trefu, jeden jeho muž byl raněn těžce, dva muži lehce. Palba byla "Helgolandem" a borci opětována dle všeho s dobrým úspěchem. Nejbližší vzdálenost 8000 metrů. Po krátkě době dostaly se naše lodi mimo dostřel. Kromě toho nemělo c. a k. loďstvo žádných ztrát.

 Národní listy. 25. květen 1915, roč. 55, večerní vydání 143, s. 1.

## Závěr
Útok na italské pobřeží byl velkým úspěchem rakousko-uherského námořnictva, které zaskočilo svého protivníka a šokovalo italskou veřejnost. Kromě jednoho potopeného torpédoborce byly poškozeny pobřežní železniční tratě a další cíle. Útok také prokázal, že italské námořnictvo není schopno ze svých na jihu položených základen dostatečně rychle reagovat na operace v severním Jadranu. Rakouské ztráty byly minimální.
K úspěchu rakouského loďstva na východním pobřeží italském.
Z Vídně, 25. května. (Telef.zpráva.) "W. Allg. Ztg." píše: "Agence Stefaniova sděluje o akci našeho válečného loďstva na východním břehu království italského toto: "Jak se dalo očekávati, pokusil se nepřítel o bezvýznamné operace na východním pobřeží italském. S naší strany ihned byla uskutečněna příslušná protiopatření a nepřítel již ustoupil." Z této zprávy úřední telegrafické agentury italské vysvítá, že v Italii jest již známa pravda o našich velkých úspěších a že italská vláda vidí se nucenu podávati lidu zprávy tonem uklidňujícím a chlácholivým.

 Národní politika. 26. květen 1915, roč. 33, ranní vydání 144, s. 8.

Ofensiva rakousko-uherského loďstva.
Z Londýna, 26. května. (Tel.tisk.kanc.) Vojenský spolupracovník "Timesů" píše: Rakousko-uherké loďstvo nevzdalo se patrně své dávné záliby pro ofensivu.
Z Amsterodamu, 26. května. (Tel.tisk.kanc.) Časopisy pojednávají o rakousko-uherské lodní akci na italském východním pobřeží. "Nieuws van den Dag" píše: Důležitější než skrovné strategické výhody jest morální dojem, jejž musí činiti překvapující akce nové války, jak na válčící tak i na neutrály. Jak jest možno, že se italské námořnictvo dalo tak překvapiti? Slyšeli jsme přece vždy, že loďstvo spojenců ovládá již bez Italie Středozemní moře a Adrii a že rakousko-uherské loďstvo jest odsouzeno k nečinnosti. Akcí dokazuje se jasně, že Rakousko-Uhersko chce vésti italskou válku dle německého vzoru a nepřítele překvapiti a poškoditi, kde a kdy jen možno. Naproti tomu Italie nepodala dosud žádného důkazu své pohotovosti.

 Národní politika. 28. květen 1915, roč. 33, ranní vydání 146, s. 2.